# Antonio Ascari
Antonio Ascari (ur. 15 września 1888 roku w Moratica di Bonferraro, zm. 26 lipca 1925 roku w Montlhéry) – włoski kierowca wyścigowy.

## Kariera
Ascari rozpoczął karierę kierowcy wyścigowego we Włoszech w 1919 roku w zmodyfikowanym samochodzie Fiata. Wystartował w pierwszej po wojnie edycji Targa Florio, jednak nie dojechał do mety. Startował w tym wyścigu również w kolejnych latach, lecz dopiero w 1922 roku osiągnął linię mety, plasując się na czwartej pozycji. W latach 1923–1924 za kierownicą Alfa Romeo odnosił zwycięstwa w Circuito di Cremona. Sukcesem Włoch zakończył start w Grand Prix Włoch 1924, gdzie dojechał do mety na pierwszym miejscu. W sezonie 1925 reprezentował Alfa Romeo w Mistrzostwach Świata Konstruktorów AIACR. Wygrał wyścig o Grand Prix Belgii 1925.

## Śmierć
Antonio Ascari zginął w wypadku podczas Grand Prix Francji 1925 na torze Autodrome de Linas-Montlhéry w południowej części Paryża.

## Życie prywatne
Antonio Ascari miał syna, Alberto, który również został kierowcą wyścigowym. W latach 1952-1953 zdobywał tytuły Mistrza Świata. Niestety, podobnie jak ojciec, zginął na torze.